# ルイス・バレラ (野球)
ルイス・ラファエル・バレラ（Luis Rafael Barrera, 1995年11月15日 - ）は、ドミニカ共和国サンティアゴ州タンボリル出身のプロ野球選手（外野手）。左投左打。メキシカンリーグのキンタナロー・タイガース所属。

## 経歴

### プロ入りとアスレチックス時代
2012年にアマチュア・フリーエージェントでオークランド・アスレチックスと契約してプロ入り。
2013年、傘下のルーキー級ドミニカン・サマーリーグ・アスレチックスでプロデビュー。39試合に出場して打率.191、4本塁打、20打点、3盗塁を記録した。
2014年もルーキー級ドミニカン・サマーリーグ・アスレチックスでプレーし、16試合に出場して打率.130、3打点、2盗塁を記録した。
2015年はルーキー級アリゾナリーグ・アスレチックスでプレーし、37試合に出場して打率.287、12打点、1盗塁を記録した。
2016年はA-級バーモント・レイクモンスターズとA級ベロイト・スナッパーズでプレーし、2球団合計で60試合に出場して打率.310、3本塁打、22打点、8盗塁を記録した。
2017年はA級ベロイトとA+級ストックトン・ポーツでプレーし、2球団合計で108試合に出場して打率.263、7本塁打、38打点、16盗塁を記録した。
2018年はA+級ストックトンとAA級ミッドランド・ロックハウンズでプレーし、2球団合計で124試合に出場して打率.297、3本塁打、64打点、23盗塁を記録した。オフにはアリゾナ・フォールリーグに参加し、メサ・ソーラーソックスに所属した。11月20日にはルール・ファイブ・ドラフトでの流出を防ぐために40人枠入りした。
2019年はAA級ミッドランドでプレーし、54試合に出場して打率.321、4本塁打、24打点、9盗塁を記録した。
2020年は新型コロナウイルスの影響でマイナーリーグの試合が開催されず、メジャーにも昇格しなかったため、公式戦の出場は無かった。
2021年は5月のマイナーリーグ開幕からAAA級ラスベガス・アビエイターズでプレーした。5月18日にメジャー初昇格を果たし、翌19日のヒューストン・アストロズ戦でメジャーデビュー。この年メジャーでは6試合に出場して打率.250だった。
2022年も開幕をAAA級ラスベガスで迎えた。4月11日にDFAとなり、15日にマイナー契約となった（そのままAAA級ラスベガス所属）。その約1ヶ月後の5月9日にメジャー契約を結んでアクティブ・ロースター入りした。5月14日のロサンゼルス・エンゼルスとのダブルヘッダー第1試合ではメジャー初本塁打となる逆転サヨナラの3点本塁打を放った。その後、9月11日にウェイバー公示となり、レギュラーシーズン終了後の10月10日にFAとなった。その後は母国ドミニカのウィンターリーグであるリーガ・デ・ベイスボル・プロフェシオナル・デ・ラ・レプブリカ・ドミニカーナ（LIDOM）のティグレス・デル・リセイでプレーした。

### エンゼルス傘下時代
2022年12月22日にロサンゼルス・エンゼルスとマイナー契約を結び、AAA級ソルトレイク・ビーズに配属されたが、シーズン開幕前の2023年3月24日に自由契約となった。

### メキシカンリーグ時代
2023年5月5日にメキシカンリーグのモンクローバ・スティーラーズと契約した。5試合に出場したが、21打数4安打、打率.191、打点0という成績に終わり、5月24日に自由契約となった。5月28日にキンタナロー・タイガースと契約した。

## プレースタイル
最大の売りはスピードであり、守備では外野の3ポジションをそつなくこなせる。打撃は四球をあまり選ばないため、出塁率の低さが課題となっている。

## 詳細情報

### 年度別打撃成績
| 年 度    | 球 団    | 試 合 | 打 席 | 打 数 | 得 点 | 安 打 | 二 塁 打 | 三 塁 打 | 本 塁 打 | 塁 打 | 打 点 | 盗 塁 | 盗 塁 死 | 犠 打 | 犠 飛 | 四 球 | 敬 遠 | 死 球 | 三 振 | 併 殺 打 | 打 率 | 出 塁 率 | 長 打 率 | O P S |
| -------- | -------- | ----- | ----- | ----- | ----- | ----- | -------- | -------- | -------- | ----- | ----- | ----- | -------- | ----- | ----- | ----- | ----- | ----- | ----- | -------- | ----- | -------- | -------- | ----- |
| 2021     | OAK      | 6     | 8     | 8     | 1     | 2     | 0        | 0        | 0        | 2     | 0     | 0     | 0        | 0     | 0     | 0     | 0     | 0     | 2     | 0        | .250  | .250     | .250     | .500  |
| 2022     | OAK      | 32    | 85    | 77    | 3     | 18    | 5        | 0        | 1        | 26    | 7     | 3     | 0        | 0     | 1     | 6     | 0     | 1     | 17    | 2        | .234  | .294     | .338     | .632  |
| MLB：2年 | MLB：2年 | 38    | 93    | 85    | 4     | 20    | 5        | 0        | 1        | 28    | 7     | 3     | 0        | 0     | 1     | 6     | 0     | 1     | 19    | 2        | .235  | .290     | .329     | .619  |

- 2022年度シーズン終了時

### 背番号
- 13（2021年 - 2022年）